# Oro Solido
Oro Solido ist eine Gruppe dominikanischer Merenguemusiker. Sie wurden zu einem feststehenden Begriff in der Stilrichtung Merengue, einige ihrer Titel wurden in der Filmmusik verwendet und seit 1995 wird die Musik der Band sehr häufig auf Radiosendern der tropischen Musik gespielt.

## Werdegang
Oro Solido hat seinen Standort in New York City. Die Gruppe wurde 1994 von Raúl Acosta, genannt „El Presidente“, gegründet. Im gleichen Jahr erschien ihr Debütalbum „Oro Solido“. Es folgten Hits wie „Ta Cache“, „La Tanguita Roja“, „Maria se Fue“, „El Baile del Beeper“, „Una Nalgadita“ und „La Morena“, die der Gruppe großen Erfolg einbrachten. Oro Solido entwickelte sich zu den größten Gruppe der Latin Musik, setzte sich auf den englischsprachigen Musikmarkt durch und gewann zahlreiche Preise wie Premio Estrella, Premio ACE und Premio Lo Nuestro. Oro Solido hat regelmäßige Auftritte auf hispanischen Fernsehsendern, außerdem auf dem Sender Fox Five New York und der Jerry Lewis Telethon Show. Sie traten fünfmal im Madison Square Garden und anderen bekannten Veranstaltungsorten wie dem Universal City Amphitheater in Los Angeles, El Zócalo de Mexico, Estadio Modelo de Ecuador, El Monumento in der Dominikanischen Republik und dem Meadowlands in New Jersey auf. Sie hatten Auftritte zusammen mit Künstlern wie 50 Cent, LeAnn Rimes, Celia Cruz, Marc Anthony, Fat Joe, Johnny Ventura, Wilfrido Vargas, Tito Puente, El Gran Combo de Puerto Rico und The Temptations. Oro Solido ist in zahlreichen sozialen Projekten wie World Vision, March of Dimes, The Wheelchair Foundation, Health Plus, Verizon und die New Yorker Commission of Domestic Violence aktiv. Sie haben Verträge mit dem Supercanal Caribe und haben ihre eigene Oro Sólido Long Distance Phone Card auf den Markt gebracht.

## Raúl Acosta
Raúl Acosta (* 8. September 1971 in Santo Domingo, Dominikanische Republik) stammt aus einer Musikerfamilie. Raúl spielte zusammen mit seinen Brüdern Iván und Rafael in der Gruppe „Los Sobrinos Del Rey“, welche eine dominikanische Version der Band Jackson 5 darstellte. Die drei Brüder hatten mit ihrer Musik Erfolg und stiegen in diverse TV-Shows auf, wie zum Beispiel „Amarillis con los Niños“. 1980 wanderte die Familie Acosta in die USA aus. Ohne englische Sprachkenntnisse zog Raúl nach Jersey City und später nach Union City, wo die  hispanoamerikanische Bevölkerung aktiver war. Nach Abschluss der Highschool beschäftigte sich Raúl Acosta mit Musik und Sound Engineering im lokalen Musikgeschäft Kennedy’s Music World.

## Diskografie
- Oro Solido (1994)
- Y Sigue el Cache (1995)
- Internacional (1996)
- El Poder de New York (1997, US: Platin (Latin))[8]
- El Presidente del Merengue (1998)
- 5th Anniversario (1999)
- Best of the Best (2000)
- Frente a Frente: Oro Solido Vs. Jossie Esteban Y La Patrulla (2000)
- Planeta Solido (2001)
- Simply the Best: Grandes Exitos (2001)
- Party Time 2001: Part 1 (2001)
- Todo Exitos de Oro Solido (2002)
- Todo Exitos de Oro Solido (Platinum Edition) (2004)
- 10th Anniversary Collector’s Edition (2004)
- En Vivo (2004)
- Fantasia Urbana (2008)